# Franz Große-Perdekamp
Franz Große-Perdekamp (auch: Franz Perdekamp; * 14. Januar 1890 in Bottrop; † 30. Dezember 1952 in Recklinghausen) war ein deutscher Pädagoge, Kunsthistoriker und Schriftsteller.

## Leben
Franz Große-Perdekamp wirkte ab 1910 als Volksschullehrer in Recklinghausen, Hochlar und Hochlarmark. Von 1921 bis 1922 studierte er Kunstgeschichte an den Universitäten in München und Münster; anschließend war er wieder als Lehrer tätig. Nach 1939 leitete er das Vestische Museum in Recklinghausen. Nach dem Bombenangriff am 6. November 1944, bei dem der größte Teil der Ausstellung und des Depots vernichtet wurde, sammelte er das gerettete Museumsgut und baute ab 1945 das Museum wieder auf. Von Kindheit an war er mit dem zwei Jahre älteren und ebenfalls in Bottrop geborenen und auch anfangs als Volksschullehrer arbeitenden Josef Albers befreundet, mit dem er – von den Kriegsjahren abgesehen – zeitlebens in Briefkontakt stand.
Franz Große-Perdekamp verfasste neben zahlreichen Feuilletons und Rezensionen für die gleichgeschaltete Zeitschrift Heimat und Reich auch Beiträge zu Ausstellungskatalogen zur westfälischen Kunst. Daneben entstanden erzählende Werke und Theaterstücke, die der Heimatliteratur zuzurechnen sind.

## Ehrungen
- 1938 wurde Franz Große-Perdekamp mit dem Westfälischen Heimatpflegepreis der Stadt Soest ausgezeichnet.
- In Recklinghausen ist die Große-Perdekamp-Straße nach ihm benannt.

## Schriften
- Haardmärchen, Dortmund 1926 (unter dem Namen Franz Perdekamp)
- Das westfälische Spiel vom ungetreuen und getreuen Bauern, Münster 1939
- Der westfälische Maler Wilhelm Schmurr, Recklinghausen 1941
- Von der Inbrunst und Insinnigkeit allen Lebens, Recklinghausen 1949
- Die Wallfahrt der schönen Magd Mariasybilla, Recklinghausen 1950
- Westfälische Kunst der letzten 50 Jahre, Recklinghausen 1951